# Luciano Bonaparte
Luciano Bonaparte (Ajaccio, 21 maggio 1775 – Viterbo, 29 giugno 1840) è stato un politico e nobile francese, fratello minore dell'imperatore Napoleone.

## Biografia

### Gioventù e periodo rivoluzionario
Nacque il 21 maggio 1775 ad Ajaccio da Carlo Maria Buonaparte, politico e nobile patrizio toscano, e da Maria Letizia Ramolino, discendente da nobili toscani e lombardi. Studiò in Francia e poi, ritornato in Corsica ed ancora giovanissimo, si legò a Pasquale Paoli, (detto U Babbu di a Patria), patriota corso protagonista della cacciata dei genovesi dall'isola. Trasferitosi in Francia con la famiglia allo scoppiare dei moti rivoluzionari di Parigi, sostenne Robespierre.
Entrò nell'organizzazione dell'intendenza militare grazie alla sua appartenenza ai Club rivoluzionari (al tempo si faceva chiamare Bruto Buonaparte). Fu commissario di guerra nell'armata del Reno (1795), poi in Corsica (1796) ed infine riuscì a farsi eleggere deputato nel Consiglio dei Cinquecento (1798), ancorché privo dell'età minima prevista. Sostenne in quella sede i diritti delle vedove di guerra e quello della libertà di stampa.
Eletto Presidente del Consiglio dei Cinquecento (24 ottobre 1799), consentì la riuscita del colpo di Stato del 18 brumaio sciogliendo la seduta poco prima che il fratello Napoleone fosse messo fuori legge dal Consiglio. Fu lui stesso che, uscendo dalla sala di Saint-Cloud in cui si svolgeva la seduta, gridò ai veterani schierati all'esterno e comandati da Gioacchino Murat e dal Leclerc che nell'aula erano comparsi dei pugnali con i quali alcuni congiurati avrebbero cercato di colpire il generale Bonaparte. La scena successiva, in cui Luciano estrae un pugnale puntandolo contro il fratello e dichiarando: "Non esiterei io stesso a pugnalare mio fratello, se attentasse alla libertà dei francesi", fu la prova della sua buona fede e mosse i militari ad intervenire nel senso richiesto, provocando così la cacciata dei deputati da parte delle truppe.
Divenne subito dopo Ministro dell'Interno e poi ambasciatore a Madrid (1800).

### Luciano Bonaparte e l'ultima seduta del Consiglio dei Cinquecento
Lo storico Jacques De Norvis rievoca in questa maniera l'ultima seduta del Consiglio dei Cinquecento e il comportamento del suo presidente, Luciano Bonaparte:
È intimato a Luciano di ubbidire all'assemblea, e di sottomettere al voto del Consiglio, se suo fratello dev'esser posto fuori della legge. Pieno d'indignazione, ricusa, addica la presidenza ed abbandona il suo posto. Nel mentre ch'egli discendeva dalla tribuna, un drappello di granatieri, inviato da Bonaparte, comparisce e lo toglie dalla sala. Frattanto il generale era montato a cavallo; già aveva arringato i suoi soldati ed attendeva Luciano per disciogliere il Corpo Legislativo. Luciano arriva, monta a cavallo a lato di suo fratello, dimanda il concorso della forza per rompere l'assemblea (…) Frattanto, in seguito agli ordini di Bonaparte, Murat entrò nella sala dei Cinquecento alla testa dei granatieri, e la fé sgombrare a viva forza (...) Giammai videsi violare in sì fatta guisa le leggi di un paese.»

### La rottura con Napoleone e l'esilio
Rimasto vedovo di Christine Boyer (1800), che aveva sposato nel 1794, sposò Alexandrine de Bleschamp, vedova del banchiere Jouberthon, entrando per questo in contrasto con il potente fratello che aveva per lui altri piani. Costretto per questo all'esilio, si stabilì a Roma nel 1804.
Qui ottenne l'amicizia di papa Pio VII, sostenendo nel 1801 la necessità di un regime concordatario fra la repubblica francese e la Chiesa. Si stabilì a Canino (provincia di Viterbo), che il papa successivamente fece assurgere a principato per lui. Nel 1809, con l'annessione di Roma e degli stati pontifici alla Francia, costretto praticamente in una sorta di arresti domiciliari ed obbligato a chiedere l'autorizzazione al governatore militare francese per qualsiasi atto, si rassegnò nuovamente all'esilio e s'imbarcò per gli Stati Uniti, ma la nave sulla quale viaggiava fu catturata dagli inglesi che lo tradussero in Inghilterra (1810), nel Worcestershire, ove godette di una certa libertà di movimenti e, soprattutto, di attività culturale, lavorando ad un poema che aveva per soggetto Carlo Magno. Durante quel periodo di residenza obbligata gli nacque il decimo figlio (il sesto dalla seconda moglie), Luigi Luciano. Poté lasciare l'Inghilterra nel 1814, dopo l'invio in esilio, all'isola d'Elba, del fratello imperatore.
Riconciliatosi con il fratello Napoleone quando iniziarono i Cento giorni, dopo Waterloo si ritirò prima in Inghilterra e poi nuovamente a Roma. Nel 1814 fu nominato da papa Pio VII Principe di Canino.

### Il soggiorno definitivo in Italia
Proscritto dai Borboni durante la Restaurazione, si stabilì definitivamente in Italia nella sua residenza di Canino. Il 21 marzo 1824 papa Leone XII lo insignì del titolo di principe di Musignano, come ricorda anche un monumento eretto dagli abitanti di Canino. Nel 1837 papa Gregorio XVI lo nominò principe Bonaparte.
Uomo di lettere, fine pensatore, trascorse il resto della sua esistenza fra Canino e Viterbo, dove si dedicò a studi archeologici e alle collezioni d'arte. Luciano con amici e parenti si recava spesso nella zona di Cattolica, allora frazione di San Giovanni in Marignano, dove fu uno dei precursori di bagni di mare: le sue frequentazioni sulla costiera adriatica (Rimini inclusa) sono narrate in un volume pubblicato nel 2002.
La salma di Luciano Bonaparte giace nella cappella di famiglia costruita nella collegiata di San Giovanni e Sant'Andrea a Canino.

## Discendenza
Dalla prima moglie, Cristina Boyer, sposata nel 1794 e morta nel 1800, ebbe quattro figli:
- Filistina Carlotta (1795 - 1865), sposò prima Mario Gabrielli, principe di Prossedi, con discendenza, e poi Settimio Centamori, senza discendenza.
- Figlio nato morto (13 marzo 1796).
- Vittoria Gertrude (9 luglio 1797).
- Cristina Carlotta Alessandrina Egypta (1798 - 1847), sposò prima nel 1818 il conte Greve Arvid Posse, senza discendenza[10], e poi nel 1824, dopo aver divorziato, Lord Dudley Coutts Stuart, con discendenza, un figlio, Paul Amadeus Francis Coutts Stuart, celibe e senza discendenza[11].

Dalla seconda moglie, Alessandrina di Bleschamp, sposata nel 1802, ebbe dieci figli:
- Carlo Luciano Giulio Lorenzo, II principe di Canino e Musignano (1803 - 1857), ornitologo e presidente della Repubblica Romana. Sposò sua cugina Zenaide Bonaparte, con discendenza.
- Letizia Cristina (1804 - 1871), sposò sir Thomas Wyse, con discendenza, una figlia, Maria Wyse-Bonaparte, sposata due volte, con discendenza.
- Giuseppe Luciano (1806 - 1807).
- Giovanna (1807 - 1829), sposò nel giugno 1825 il marchese Onorato Honorati, senza discendenza.
- Paolo Maria (1808 - 1827), celibe e senza discendenza.
- Luigi Luciano (1813 - 1891), senatore del secondo impero francese. Sposò prima Maria Anna Cecchi, senza discendenza, e poi Marie Clémence Richard, con discendenza.
- Pietro Napoleone (1815 - 1881), rivoluzionario in Romagna e in Sudamerica. Sposò Eléonore-Justine Ruffin, con discendenza.
- Antonio Luciano (1816 - 1877), sposò il 9 luglio 1839 Carolina Maria Anna Cardinali (1823-1879), senza discendenza.
- Maria Alessandrina (1818 - 1874), sposò Vincenzo, conte Valentini di Laviano, con discendenza.
- Costanza (1823 - 1876), badessa del Sacro Cuore di Roma.

## Ascendenza
|                                                  |                            |                                | Genitori                         |  |  | Nonni |  |  | Bisnonni                                  |  |  | Trisnonni                         |  |
|                                                  |                            |                                |                                  |  |  |       |  |  | Sebastiano Nicola Buonaparte (1683 -1703) |  |  | Giuseppe Buonaparte (1663 – 1703) |  |
|                                                  |                            |                                |                                  |  |  |       |  |  | Sebastiano Nicola Buonaparte (1683 -1703) |  |  | Giuseppe Buonaparte (1663 – 1703) |  |
|                                                  |                            | Maria Bozzi (1668 c. – 1704)   |                                  |  |  |       |  |  | Sebastiano Nicola Buonaparte (1683 -1703) |  |  |                                   |  |
| Giuseppe Maria Buonaparte (1713 - 1763)          |                            |                                |                                  |  |  |       |  |  | Sebastiano Nicola Buonaparte (1683 -1703) |  |  |                                   |  |
|                                                  |                            | Maria Anna Tusoli di Bocagnano | Carlo Tusoli di Bocagnano        |  |  |       |  |  |                                           |  |  |                                   |  |
|                                                  |                            | Maria Anna Tusoli di Bocagnano | Carlo Tusoli di Bocagnano        |  |  |       |  |  |                                           |  |  |                                   |  |
|                                                  |                            | Maria Anna Tusoli di Bocagnano | Isabella                         |  |  |       |  |  |                                           |  |  |                                   |  |
| Carlo Maria Buonaparte (1746 - 1785)             |                            | Maria Anna Tusoli di Bocagnano |                                  |  |  |       |  |  |                                           |  |  |                                   |  |
|                                                  |                            | Giuseppe Maria Paravicini      | Francesco Maria Paravicini       |  |  |       |  |  |                                           |  |  |                                   |  |
|                                                  |                            | Giuseppe Maria Paravicini      | Francesco Maria Paravicini       |  |  |       |  |  |                                           |  |  |                                   |  |
|                                                  |                            | Giuseppe Maria Paravicini      |                                  |  |  |       |  |  |                                           |  |  |                                   |  |
| Maria Saveria Paravicini (1715 - prima del 1750) |                            | Giuseppe Maria Paravicini      |                                  |  |  |       |  |  |                                           |  |  |                                   |  |
|                                                  |                            | Maria Angela Salineri          | Angelo Agostino Salineri         |  |  |       |  |  |                                           |  |  |                                   |  |
|                                                  |                            | Maria Angela Salineri          | Angelo Agostino Salineri         |  |  |       |  |  |                                           |  |  |                                   |  |
|                                                  |                            | Maria Angela Salineri          | Francetta Merezano               |  |  |       |  |  |                                           |  |  |                                   |  |
| Luciano Bonaparte                                |                            | Maria Angela Salineri          |                                  |  |  |       |  |  |                                           |  |  |                                   |  |
|                                                  | Giovanni Agostino Ramolino | Giovanni Girolamo Ramolino     |                                  |  |  |       |  |  |                                           |  |  |                                   |  |
|                                                  | Giovanni Agostino Ramolino | Giovanni Girolamo Ramolino     |                                  |  |  |       |  |  |                                           |  |  |                                   |  |
|                                                  | Giovanni Agostino Ramolino | Maria Letizia Boggiani         |                                  |  |  |       |  |  |                                           |  |  |                                   |  |
| Giovanni Geronimo Ramolino (1723 - 1755)         | Giovanni Agostino Ramolino |                                |                                  |  |  |       |  |  |                                           |  |  |                                   |  |
|                                                  |                            | Angela Maria Peri              | Andrea Peri                      |  |  |       |  |  |                                           |  |  |                                   |  |
|                                                  |                            | Angela Maria Peri              | Andrea Peri                      |  |  |       |  |  |                                           |  |  |                                   |  |
|                                                  |                            | Angela Maria Peri              | Maria Maddalena Colonna d'Istria |  |  |       |  |  |                                           |  |  |                                   |  |
| Maria Letizia Ramolino (1750 - 1836)             |                            | Angela Maria Peri              |                                  |  |  |       |  |  |                                           |  |  |                                   |  |
|                                                  |                            | Giuseppe Maria Pietrasanta     | Giovanni Antonio Pietrasanta     |  |  |       |  |  |                                           |  |  |                                   |  |
|                                                  |                            | Giuseppe Maria Pietrasanta     | Giovanni Antonio Pietrasanta     |  |  |       |  |  |                                           |  |  |                                   |  |
|                                                  |                            | Giuseppe Maria Pietrasanta     | Paola Brigida Sorba              |  |  |       |  |  |                                           |  |  |                                   |  |
| Angela Maria Pietrasanta (1725 - 1790)           |                            | Giuseppe Maria Pietrasanta     |                                  |  |  |       |  |  |                                           |  |  |                                   |  |
|                                                  |                            | Maria Giuseppa Malerba         | Ignazio Malerba                  |  |  |       |  |  |                                           |  |  |                                   |  |
|                                                  |                            | Maria Giuseppa Malerba         | Ignazio Malerba                  |  |  |       |  |  |                                           |  |  |                                   |  |
|                                                  |                            | Maria Giuseppa Malerba         |                                  |  |  |       |  |  |                                           |  |  |                                   |  |
|                                                  |                            | Maria Giuseppa Malerba         |                                  |  |  |       |  |  |                                           |  |  |                                   |  |

## Armoriale

Arma della famiglia Bonaparte
Stemma del Principe di Canino e Musignano
Stemma durante i Cento Giorni